# Přírodní park Turovecký les
Přírodní park Turovecký les byl zřízen nařízením Rady Jihočeského kraje č. 9/2004 ze dne 19. října 2004 s účinností od 1. ledna 2005. Spadá do něj převážná část Turoveckého lesa.

## Vymezení parku
Přírodní park zasahuje do katastrálních území Bítov u Radenína, Dlouhá Lhota u Tábora, Košice u Soběslavi, Krtov, Nová Ves u Chýnova, Planá nad Lužnicí, Radenín, Sezimovo Ústí a Turovec. Má rozlohu 20,3 km² a rozkládá se na ploché pahorkatině v povodí Lužnice.

## Předmět ochrany
Přírodní park byl zřízen k ochraně rozsáhlého lesního komplexu, který zabírá téměř celé území parku. Lesní porosty jsou převážně jehličnaté, s převahou smrku a borovice a s menší příměsí dubu a vtroušenou olší na podmáčených stanovištích. V severozápadní části parku se nachází soustava rybníků na přítocích Kozského potoka (Jezero, Starý Kravín, Polní rybník, Luční rybník, Nečisto).